# Yūsuke Ishii
Yūsuke Ishii (japanisch 石井 雄輔 Ishii Yūsuke; * 25. Juni 1991 in der Präfektur Kanagawa) ist ein japanischer Fußballspieler.

## Karriere
Ishii erlernte das Fußballspielen in der Schulmannschaft der Ryutsu Keizai University Kashiwa High School und der Universitätsmannschaft der Ryūtsū-Keizai-Universität. Seinen ersten Vertrag unterschrieb er 2014 bei Fujieda MYFC. Der Verein spielte in der dritthöchsten Liga des Landes, der J3 League. Für den Verein absolvierte er 23 Ligaspiele. 2015 wechselte er zu National Police Commissary FC.